# Kreuzdach

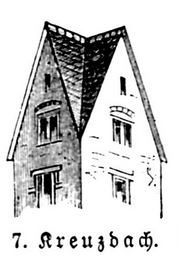
Kreuzdach

Ein Kreuzdach ist eine seltene Dachform, die aus sich einander rechtwinklig überkreuzenden Satteldächern besteht. In älterer Fachfachliteratur gibt es den synonymen Begriff Kreuzgiebel. Regional wird in der Schweiz (Appenzellerland) bei dort sogenannten Kreuzgiebelhäusern der Begriff Kreuzgiebeldach verwendet. 

## Begriff, Funktion und Konstruktion
Die Bezeichnung Kreuzdach stammt von der typischen Form dieses Daches, welche sich aus der Sicht von oben ergibt, wenn die Firsthöhe gleich ist. (Dagegen gehören niedrigere Querdächer zu Zwerchhäusern.) Durch die Kreuzform entstehen am Gebäude vier Giebelseiten, die auf die Funktion solcher Dächer hinweisen: Der Zweck ist entweder repräsentativ nach außen gerichtet durch den Wunsch nach Dachsymmetrie mit zwei zusätzlichen Giebelflächen oder es ist nach innen der Wunsch nach mehr Wohnraum im Dachgeschoss ursächlich.

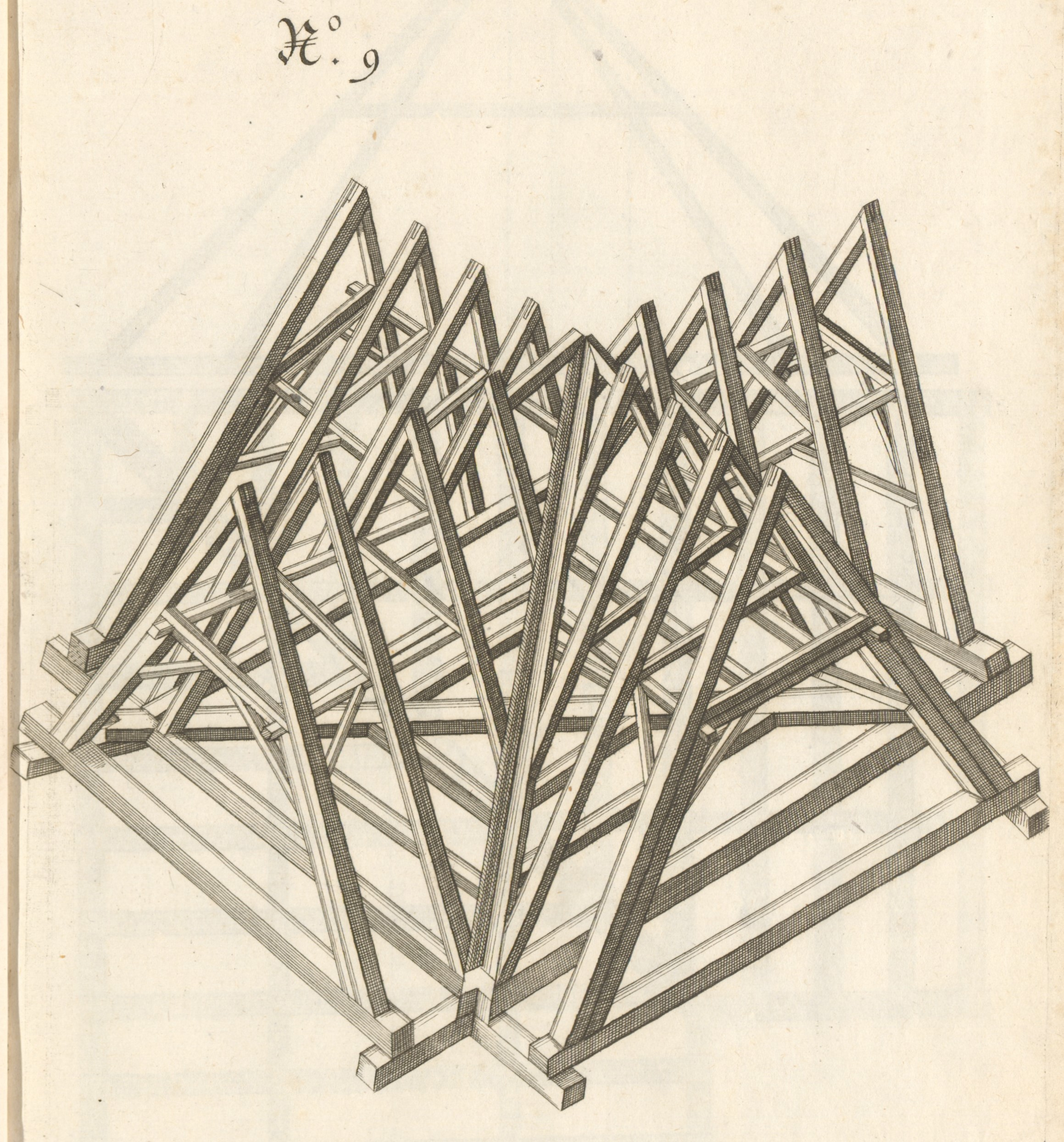
Isometriezeichnung einer barocken Kreuzdachkonstruktion mit liegenden Stühlen (Johann Wilhelm, ^{(2)}1654)

Konstruktiv ist ein Kreuzdach – vor allem im Zimmerhandwerk – wesentlich aufwändiger als ein einfaches Satteldach herzustellen, da vier eigene Dachtragwerke mit unterschiedlich langen Sparren und Schiftungen erforderlich sind, die in Kehlen an Kehlsparren zusammenstoßen. Die besondere technische und handwerkliche Herausforderung führte dazu, dass der Zimmermann und Architekt Johann Wilhelm 1649 eine solche „Creutztach“-Konstruktion musterhaft veröffentlichte.

## Verwendung
Kreuzdächer sind selten und kommen vor allem in der historischen Architektur vor. Am verbreitetsten waren Kreuzdächer als Turmhelme, d. h. auf quadratischen Grundrissen. Jedoch sind Kreuzdächer grundsätzlich auf allen sich kreuzenden Satteldächern möglich, wie sie etwa auf Kirchen mit gleichhohen Mittel- und Querschiffen entstehen, wenn das Dach der Vierung nicht durch einen Vierungsturm unterbrochen wird. Kreuzdächer sind ebenfalls mit Bogendächern möglich.
Die Form des Kreuzdaches fand auch bei Kleinarchitekturen Verwendung, so als Haube bzw. Deckstein für Einfriedungspfeiler, Schornsteinköpfe oder Bildstöcke. In Franken gibt es den Typ des Kreuzdachbildstocks.

Beispiele
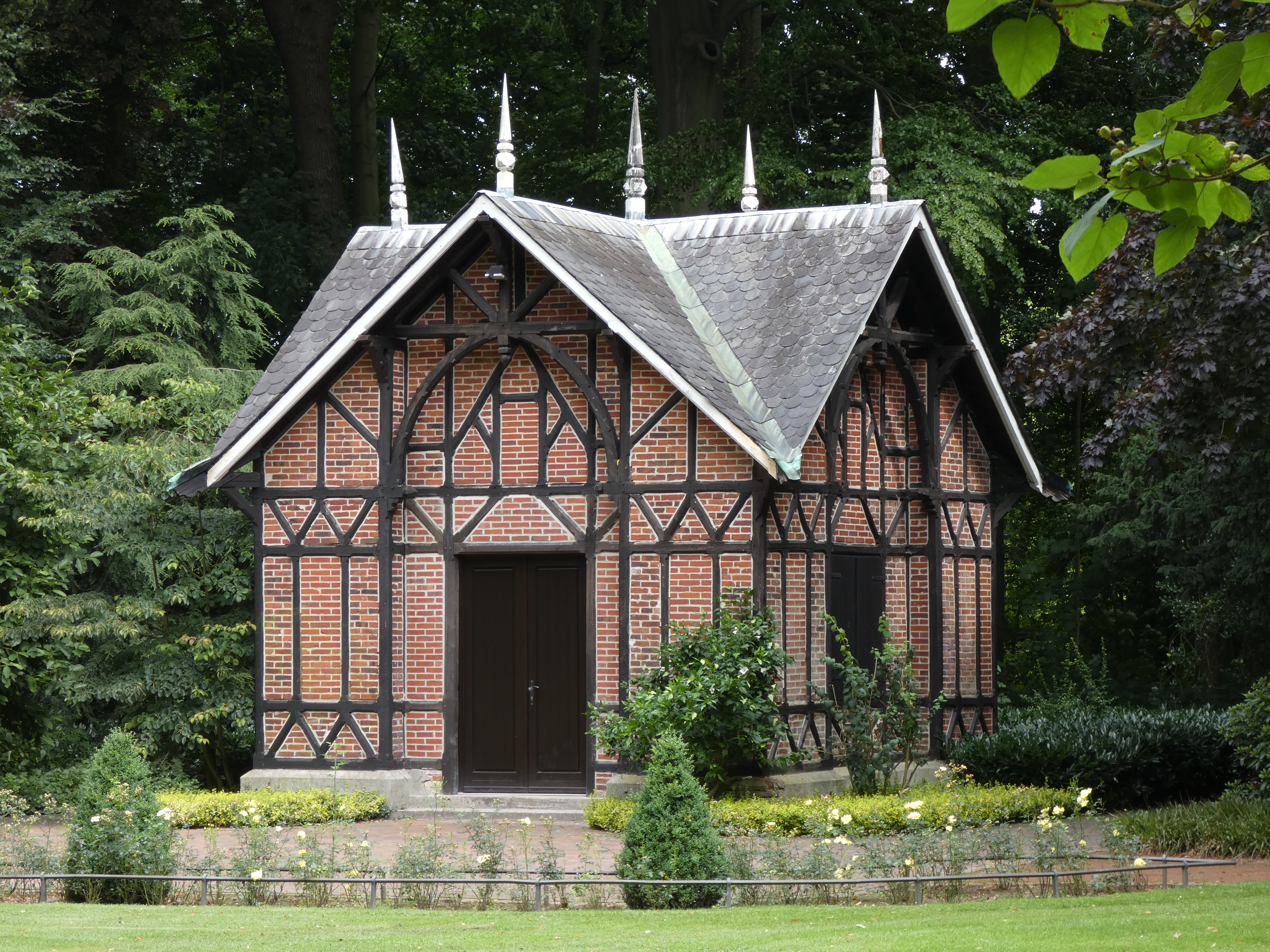
Kreuzdach eines Pavillons (Teehäuschen im Park Schloss Ahaus)
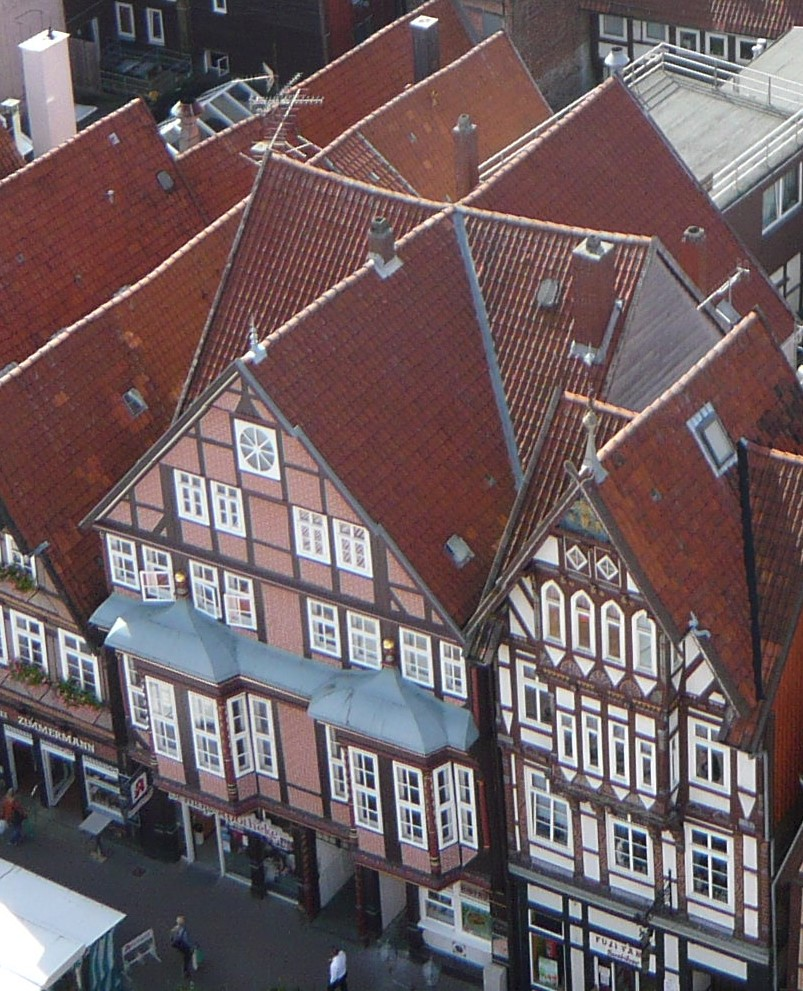
Kreuzdach eines barocken Bürgerhauses (Celle, Stechbahn 5, erbaut 1692–1693[7])
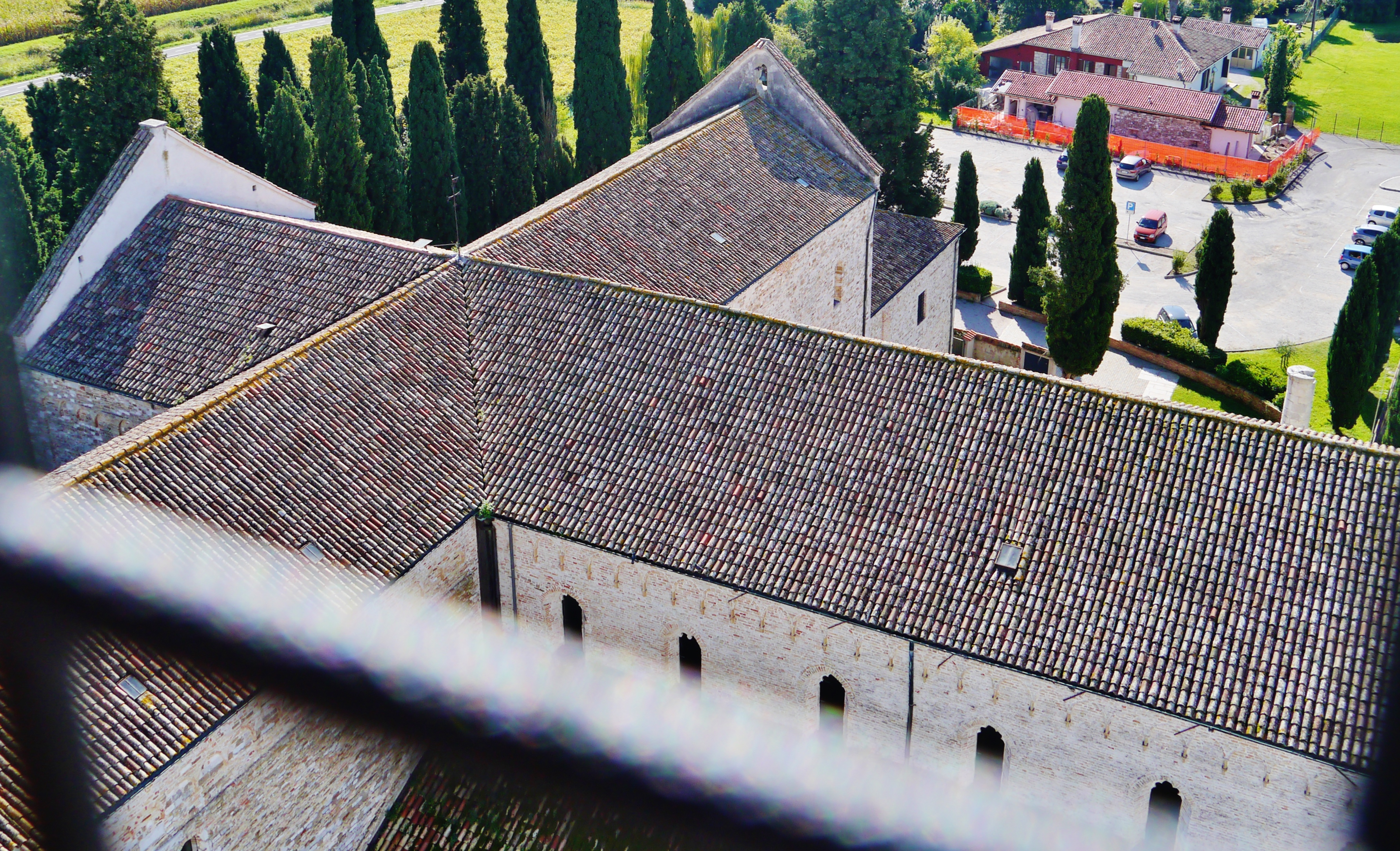
Kreuzdach aus Lang- und Querhaus einer Kirche (Basilika von Aquileia)
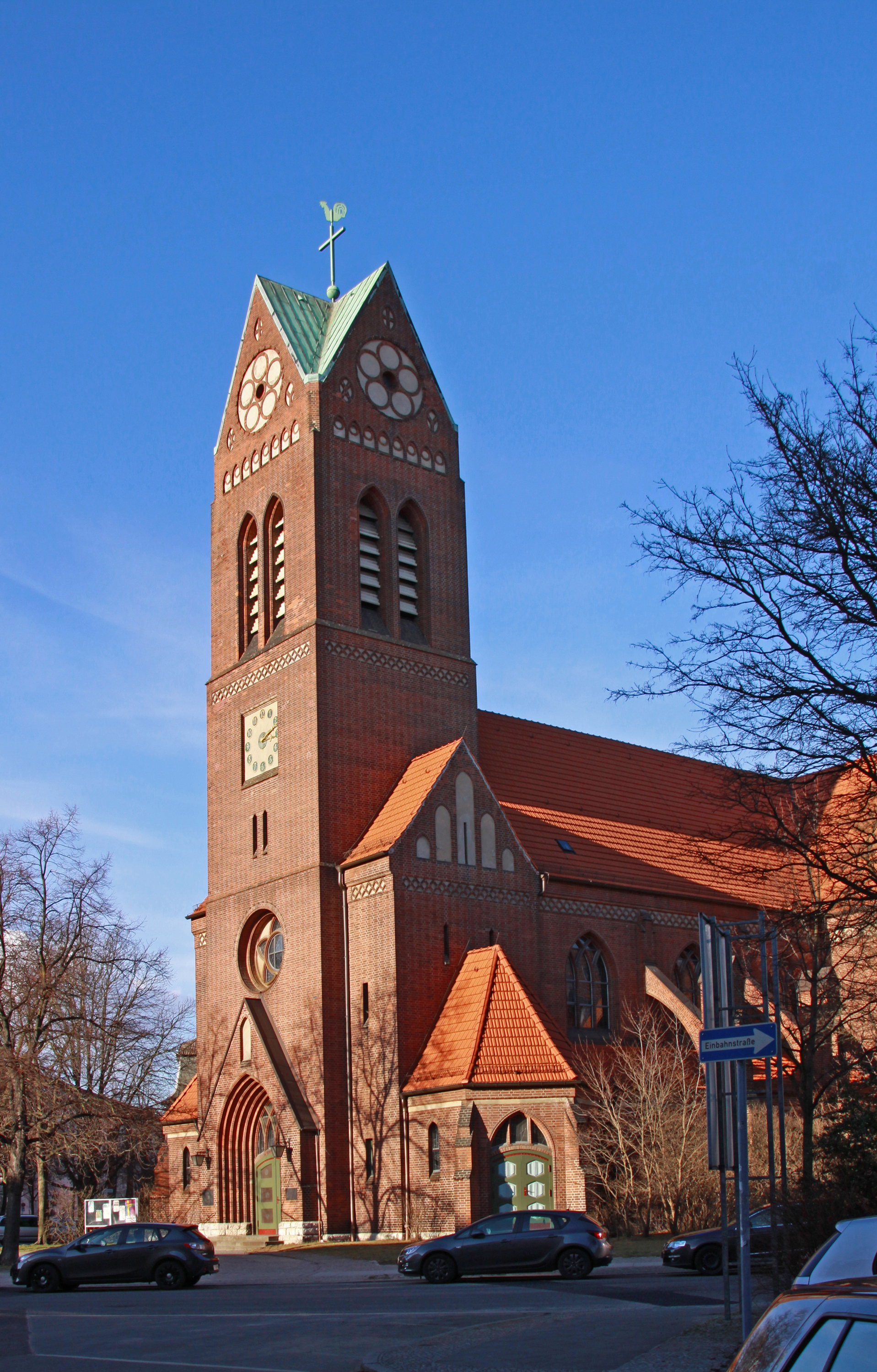
Kreuzdachturmhelm als Ergebnis eines vereinfachenden Nachkriegs-Wiederaufbaus (St. Antonius von Padua, Berlin-Oberschöneweide)
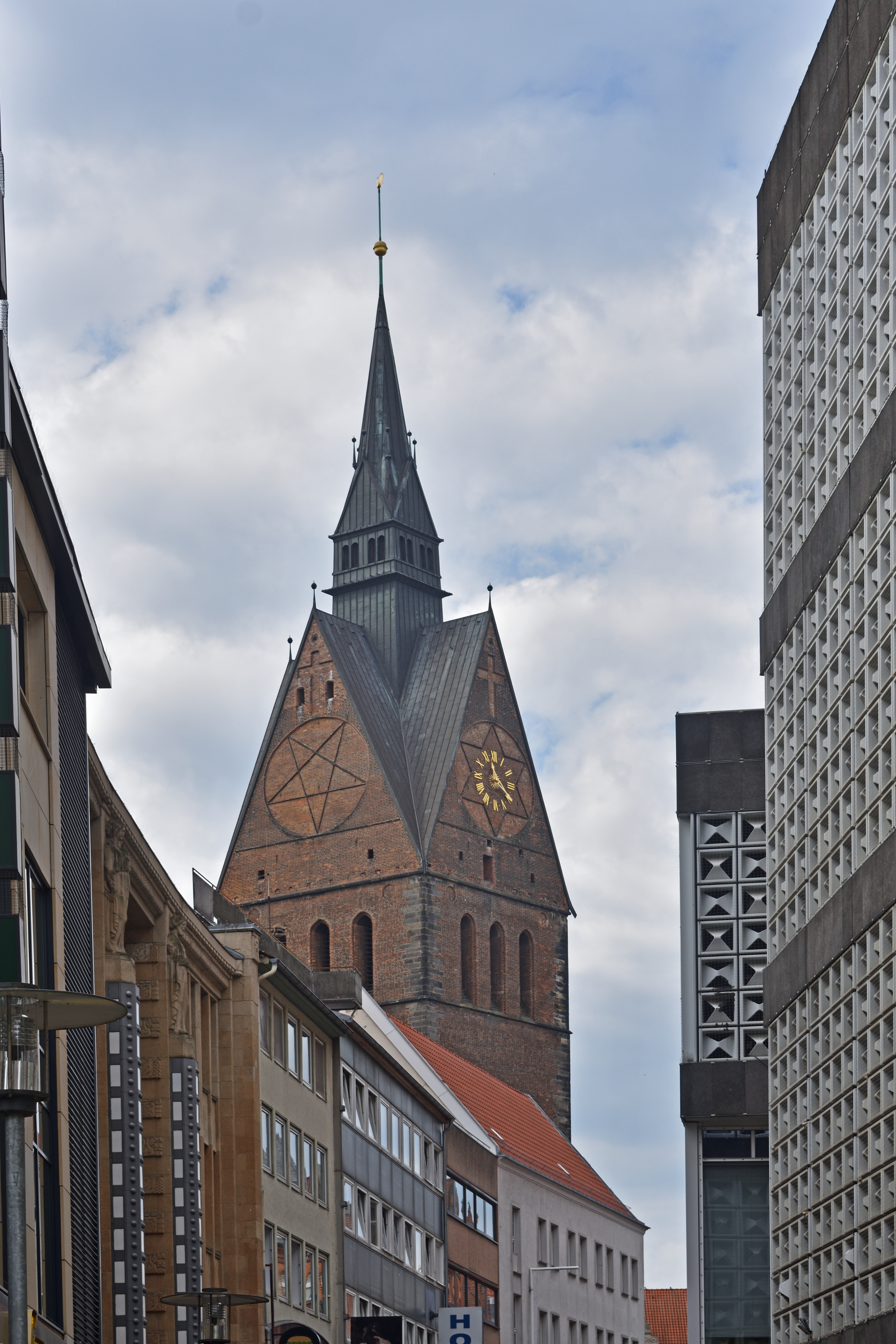
Kreuzdach eines Kirchturmhelms mit Dachreiter (Marktkirche Hannover)
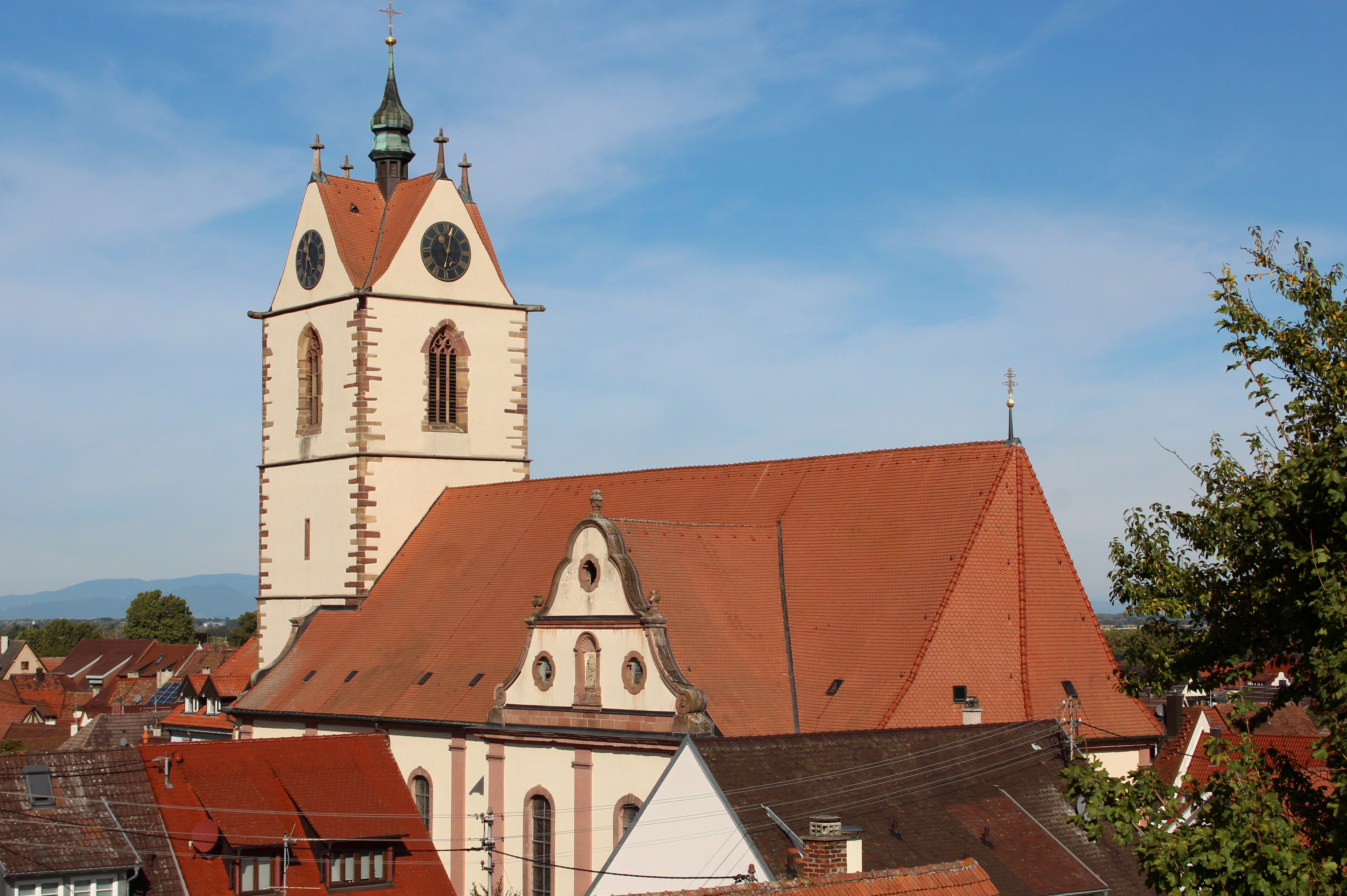
Kreuzdach eines Kirchturmhelms mit Dachreiter (St. Peter, Endingen)
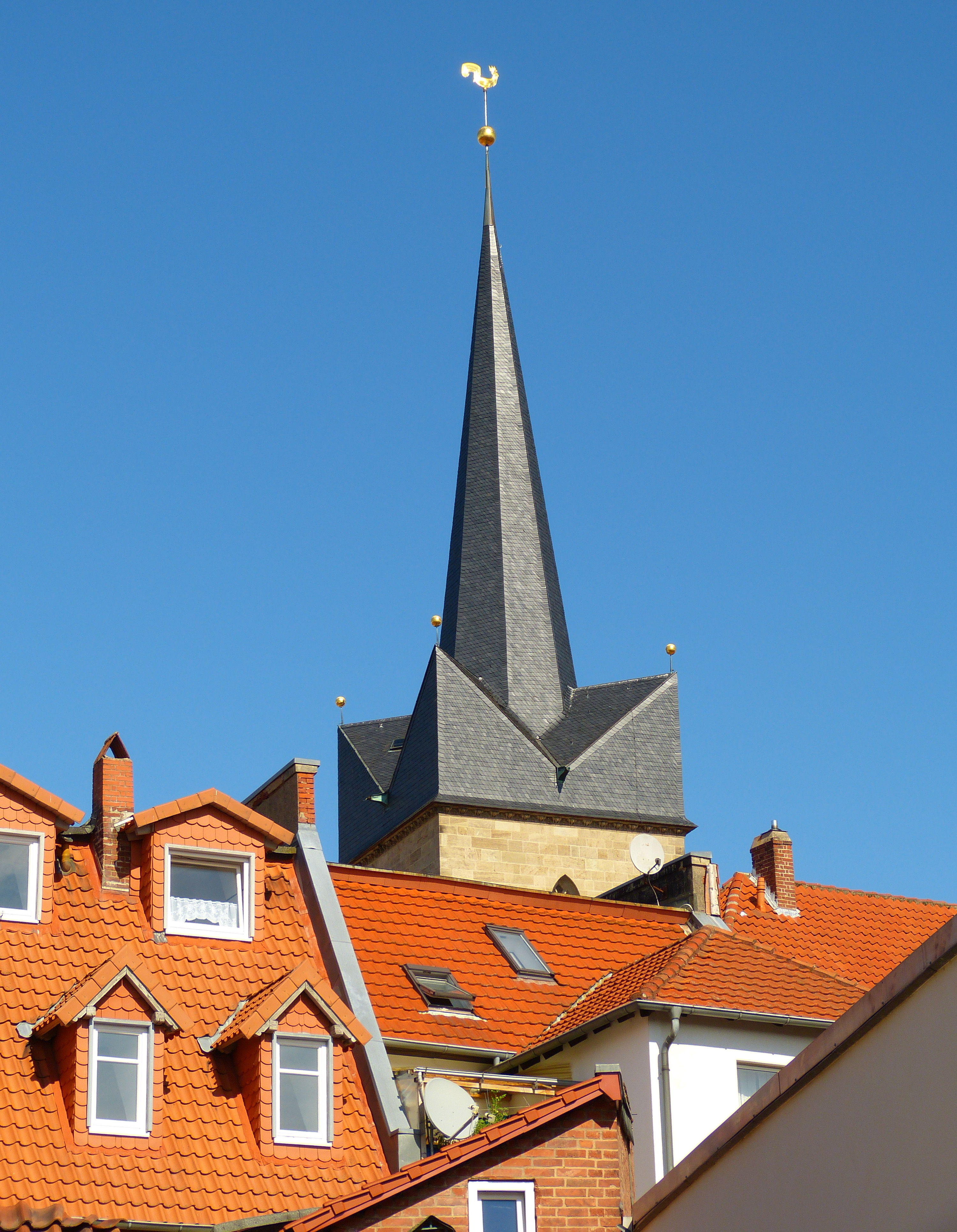
Sonderform des diagional gestellten Kreuzdaches, mit zusätzlichem Turmhelm (St. Servatius Duderstadt, Architekt Karl Siebrecht, 1928)
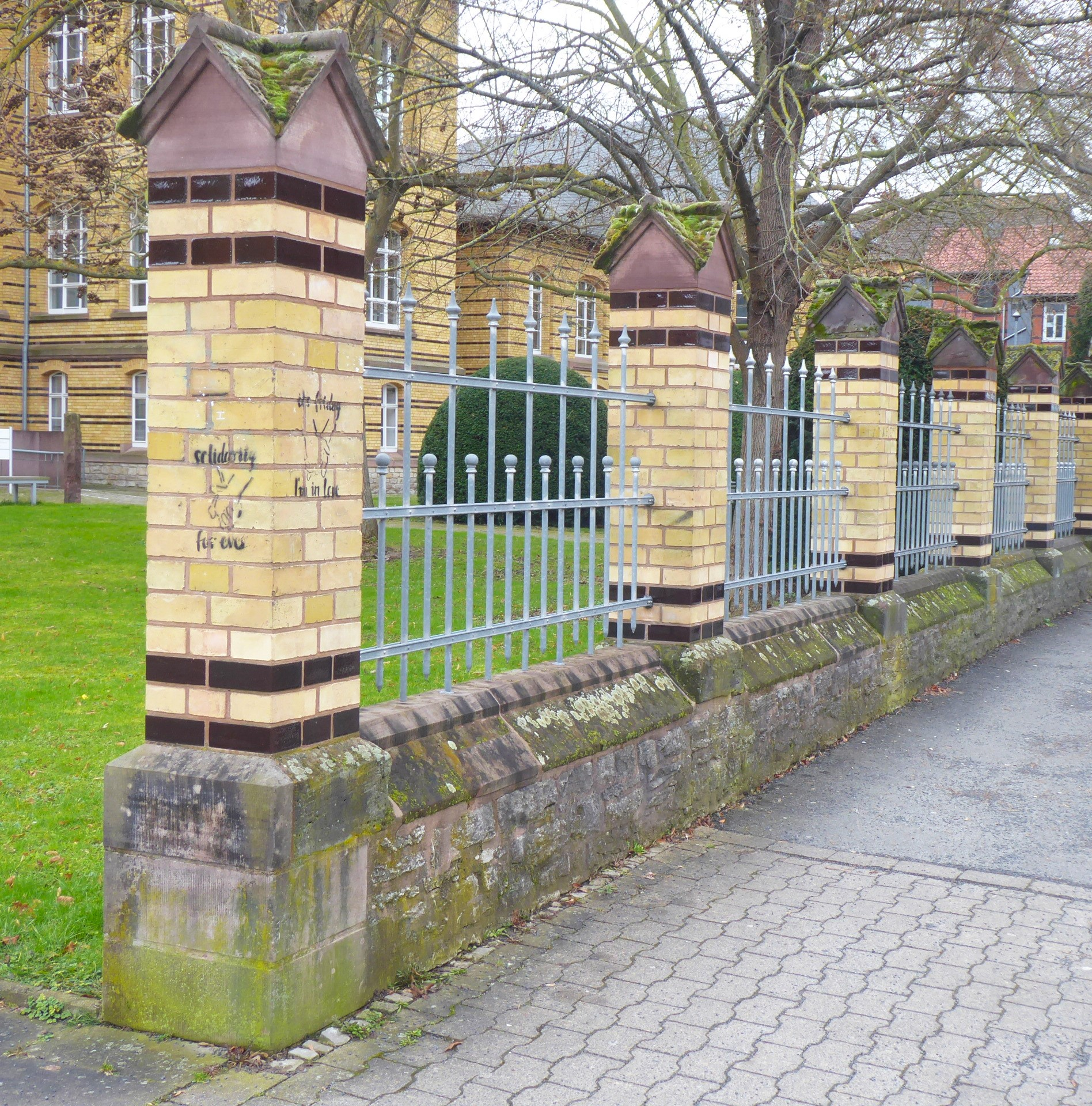
Kreuzdach-Decksteine als Bekrönung von historistischen Einfriedungspfeilern (Göttingen, Goßlerstraße)
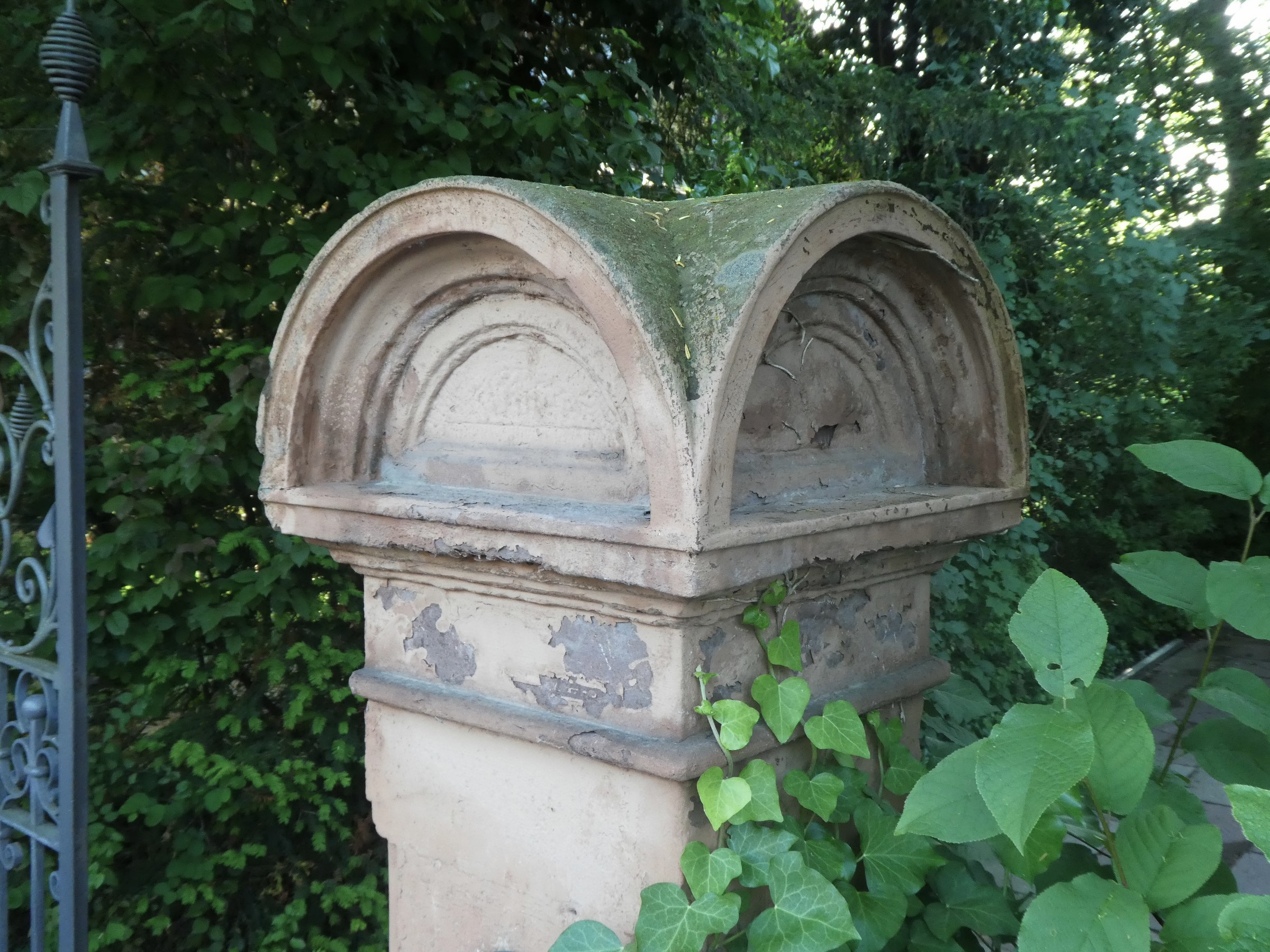
Kreuzdach-Decksteine – hier in Bogendform – als Bekrönung von historistischen Einfriedungspfeilern (Göttingen, Hanssenstraße)
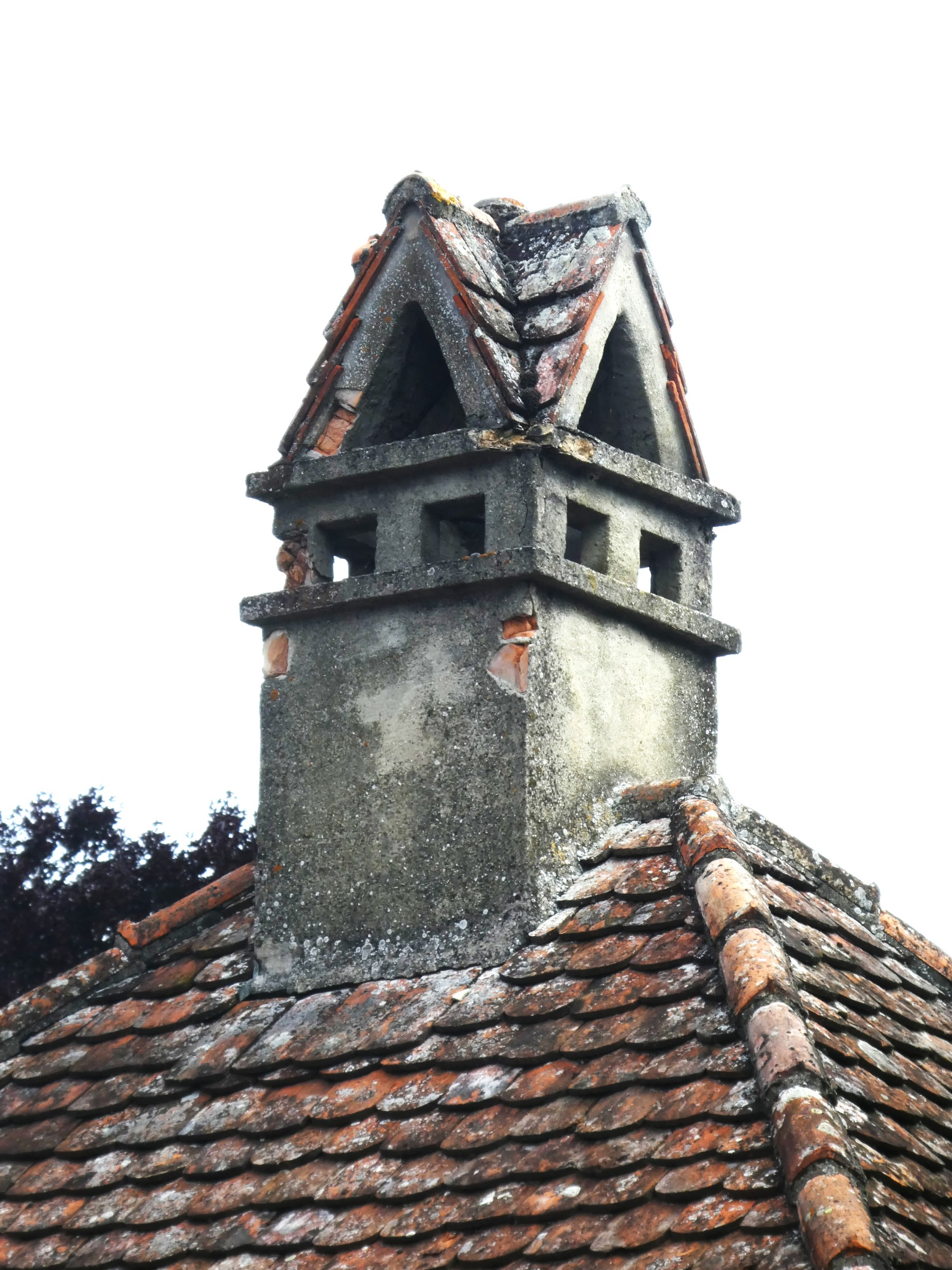
Kreuzdach als Abdeckung eines Schornsteinkopfs (Reichenau-Mittelzell)
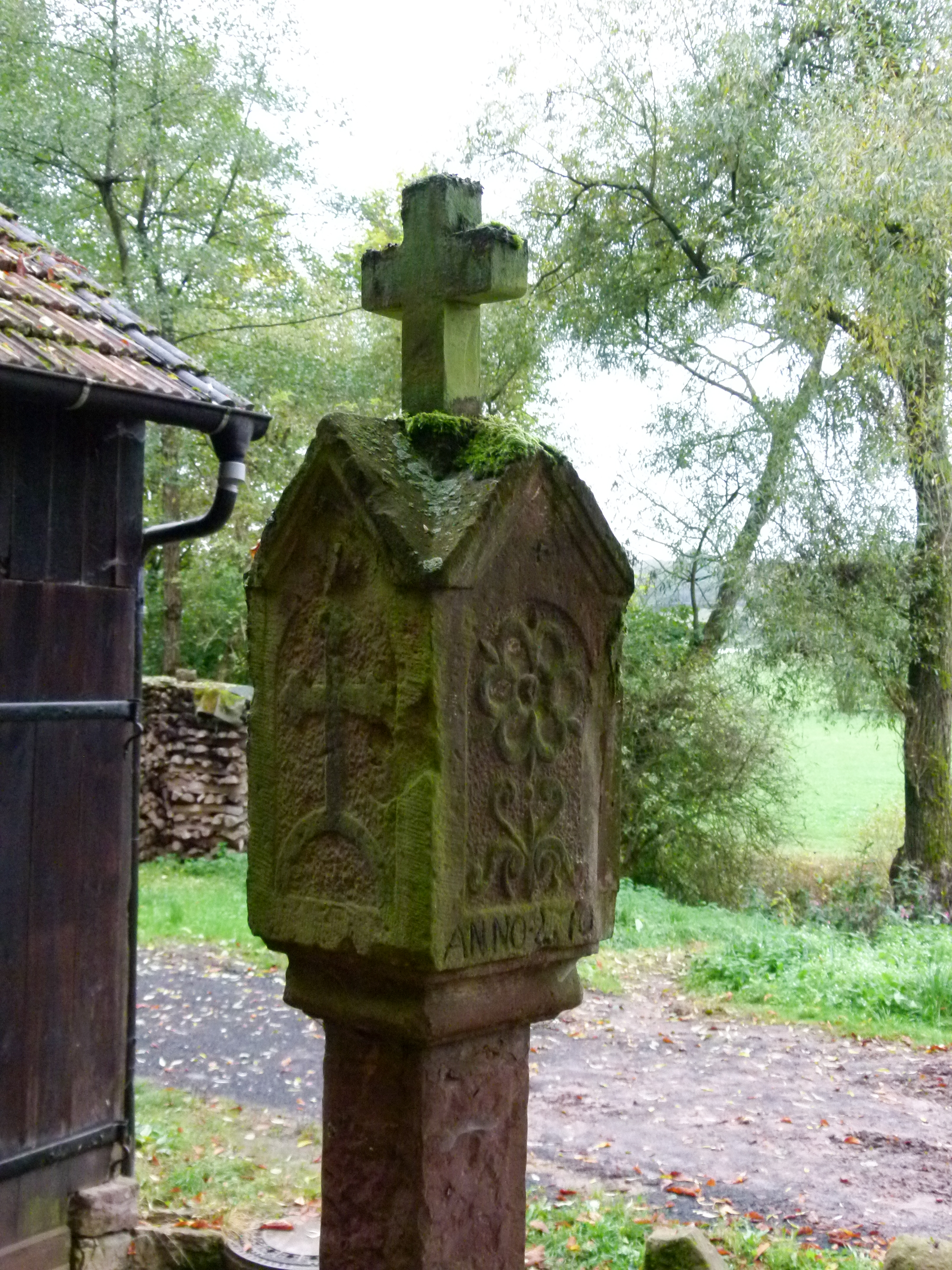
Kreuzdachbildstock (Obererthal)